# Silvino Elvídio Carneiro da Cunha
Silvino Elvidio Carneiro da Cunha, barão (baron) de Abiai (Paraíba, 31 augustus 1831 - Recife, 8 april 1892), was een Braziliaans politicus.
Carneiro da Cunha was afkomstig uit de provincie Paraíba. Hij was meerdere malen president van een Braziliaans provincie. Van 16 april tot 11 juni 1869 en van 1874 tot 1876 was hij president van de provincie Paraíba. Van 22 maart 1870 tot 11 januari 1871 was hij president van de provincie Rio Grande do Norte, van 28 mei 1871 tot 22 december 1872 was hij president van de provincie Alagoas en van 4 maart tot 4 oktober 1873 president van Maranhão.
Carneiro da Cunha was ook lid van het provincieparlement van de provincie Paraíba.
Carneiro da Cunha werd op 18 januari 1882 door keizer Peter II van Brazilië in de adelstand verheven. Hij verkreeg de titel 'barão' (baron) de Abiai'.
Na het uitroepen van de republiek (1889) was hij van 17 november tot 2 december 1889 lid van de junta van de deelstaat Paraíba.
Sedert 1850 was hij getrouwd met Adelina Bezerra Cavalcanti de Albuquerque.
Silvino Elvidio Carneiro da Cunha, barão de Abiai overleed op 59-jarige leeftijd, op 8 april 1892 tijdens een bootreis naar Olinda ter hoogte van Recife.

## Onderscheidingen
- Commandant in de Keizerlijke Orde van de Roos
- Commandant in de Keizerlijke Orde van Christus
- Ridder in het Legioen van Eer (Frankrijk)